# Provisoriska koalitionsmyndigheten

Provisoriska koalitions-myndighetens sigill.

Provisoriska koalitionsmyndigheten (engelska: Coalition Provisional Authority; arabiska: سلطة الائتلاف المؤقتة) var den civila ockupationsförvaltningen i Irak mellan maj 2003 och juni 2004. Den bildades till följd av invasionen av Irak våren 2003 då landets dåvarande regering under president Saddam Hussein hade störtats och Irak ockuperades av USA med allierade.

## Historia

### Bakgrund
Redan i januari 2003 hade en särskild myndighet bildats, Office for Reconstruction and Humanitarian Assistance, som Bushadministrationen avsåg som ockupationsförvaltning i Irak. Som chef för myndigheten utsågs generallöjtnant Jay Garner, men hans tid som ansvarig för återuppbyggnaden av Irak blev mycket kort (april-maj 2003). General Garner vägrade gå med på den omfattande byråkratiska utrensning av medlemmar av Baathpartiet inom den irakiska statsapparaten som Bushadministrationen ville genomföra och avskedades; han efterträddes den 11 maj 2003 av Paul Bremer som administratör för Provisoriska koalitionsmyndigheten. Internationellt erkännande grundades främst i FN:s säkerhetsråds resolution 1483 som kopplade specifika villkor till USA:s och Storbritanniens befogenheter som ockupationsmakter, bland annat lämnades kontrollen av landets oljeintäkter i händerna på amerikanerna genom utvecklingsfonden för Irak vilken ersatte Olja mot mat-programmet.

### Ockupationsförvaltningen 2003
Paul Bremer styrde Irak genom dekret som överskred all dittills gällande irakisk lagstiftning. All verkställande, lagstiftande och dömande makt övertogs av Provisoriska koalitionsmyndigheten. Myndighetens första dekret (på engelska kallat CPA Order Number 1) utfärdades samma dag som dess övertagande av makten hade fastställts, den 16 maj 2003. Det påbjöd att alla som arbetade inom den offentliga sektorn skulle utredas för medlemskap i Baathpartiet, något som under Saddam Husseins styre ofta var nödvändigt för de som ville göra karriär eller studera på universitet. Högt uppsatta partimedlemmar skulle avskedas omedelbart och förbjudas från framtida offentlig anställning medan lägre medlemmar endast skulle avskedas omedelbart. Beslutet möttes med omfattande kritik för att vara ett ogenomtänkt sätt att bygga upp ett nytt politiskt system i landet. Mellan 50 000 och 100 000 irakier sparkades från sina jobb för partimedlemskap, bland andra statstjänstemän, lärare och läkare. Många av de som förlorade sina jobb valde att ta till vapen mot den utländska ockupationsmakten samtidigt som den irakiska statsapparaten, utbildningsväsendet och många sjukhus drabbades svårt av den plötsliga bristen på kvalificerad personal liksom det faktum att den administrativa hierarkin bröt samman när i princip alla myndighetschefer, tjänstemän och annan kvalificerad personal sparkades. Exempelvis Iraks finansministerium lamslogs i princip helt och hållet på grund av omfattande personalbrist under ockupationen då de flesta anställda avskedades. Inspiration till de byråkratiska utrensningarna, i amerikansk terminologi kallad De-Baathification, kom från ockupationen av Tyskland och Japan efter andra världskriget (jämför denazifiering). I realiteten gick utrensningarna i Irak mycket längre än i något av de två historiska fallen där högt uppsatta företrädare för de gamla eliterna i enskilda fall bestraffades men statsapparaten förblev intakt och det från USA:s sida aldrig förekom något massavsked av tyska eller japanska tjänstemän.

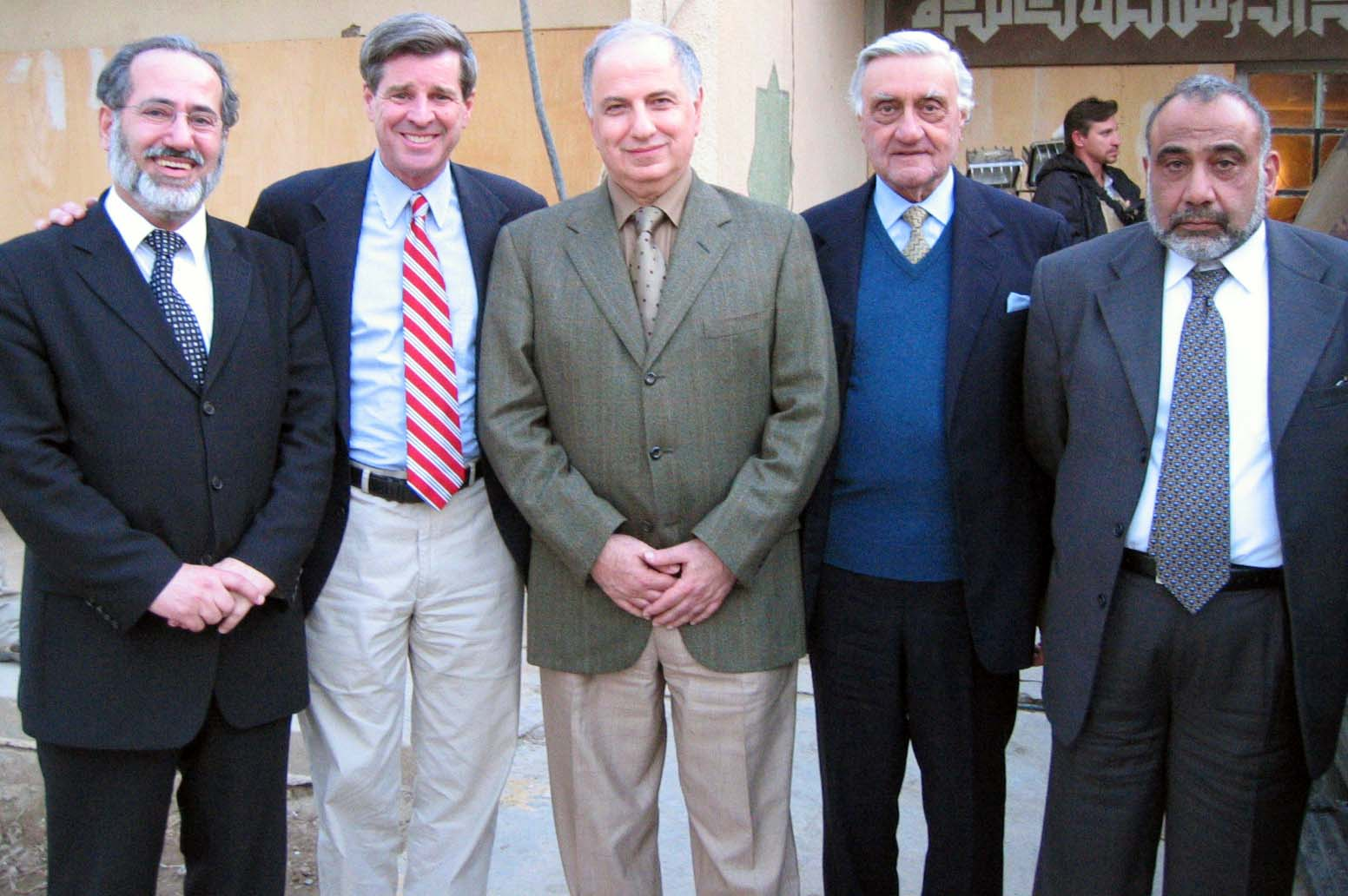
Paul Bremer med medlemmar av Iraks styrande råd. Fotografi från december 2003.

Den 23 maj utfärdades myndighetens andra dekret som påbjöd upplösningen av hela Iraks försvarsmakt, hela försvarsministeriet och informationsministeriet, samtliga säkerhetsinstitutioner, underrättelsetjänster, specialdomstolar och statliga paramilitära enheter samt flera andra statsorgan. Även detta beslut blev högst kontroversiellt, bara den irakiska armén uppgick vid tillfället för upplösningen till cirka 400 000 man och till det kom personal från övriga upplösta institutioner som plötsligt saknade försörjning. Många soldater och säkerhetstjänstemän som skickades ut i arbetslöshet gick med den allt större upprorsrörelsen i landet. Ytterligare påbud den 25 maj 2003 gjorde gällande att all privategendom eller andra privata tillgångar som ägdes av invånare i Irak, men som amerikanerna menade de facto tillhörde Baathpartiet, omedelbart skulle konfiskeras och överföras till Koalitionsmyndigheten.
13 juli bildades Iraks styrande råd, en övergångsregering huvudsakligen bestående av kritiker till Saddam Hussein och med betydlig representation för landets minoritetsgrupper. Styrande rådet underordnades i många avseenden Provisoriska koalitionsmyndigheten men hade även vissa egna befogenheter, som att välja Iraks FN-sändebud och skriva en interimsförfattning. Medan återuppbyggnaden av Iraks oljeinfrastruktur gick fort gick återuppbyggnaden av resten av samhället mycket långsamt under Paul Bremers styre. 15 juli gavs Paul Bremer fullmakt att använda utvecklingsfonden för Irak "å det irakiska folkets vägnar". 21 oktober 2003 bildades under direkt FN-kontroll International Advisory and Monitoring Board med uppgift att utföra revision av Koalitionsmyndighetens förfogande över utvecklingsfonden för Irak, som användes för att betala de privata företag som på uppdrag av amerikanerna utförde diverse tjänster i Irak.

### Politisk övergång 2004
För att inte förlora befolkningens förtroende var ett viktigt mål att så snabbt som möjligt få till stånd folkliga val i landet så att en mer varaktig, irakiskledd förvaltning kunde ta över styret av landet. Begynnande frustration bland irakierna och en ökning av väpnade anfall mot koalitionsmål hotade den demokratiska utvecklingen och stabiliteten i landet. 28 mars 2004 stängdes tidningen Al Hawza ned på Paul Bremers order då han anklagade den för att hetsa till våld mot ockupationsstyrkorna. Tidningen kontrollerades av motståndsledaren Muqtada al-Sadr vars anhängare anklagade amerikanerna för hyckleri och censur och svarade med omfattande demonstrationer i den redan oroliga huvudstaden. Koalitionsmyndighetens konfrontation med al-Sadr eskalerade så pass mycket att Mahdiarmén under 2004 blev en av de främsta rebellgrupperna i Irak.
Till en början ville USA inte ha direktval utan indirekta val där handplockade irakier i provinserna skulle välja en lagstiftande församling som i sin tur skulle utse en regering men detta mötte stort motstånd, inte minst från storayatolla Ali as-Sistani, en av Iraks mäktigaste religiösa auktoriteter, som krävde direkta val. Styrande rådet hade kommit överens med Paul Bremer om att 30 juni 2004 skulle vara datumet för nya val. I överenskommelse med FN-sändebudet Lakhdar Brahimi beslutades att skjuta upp valet till 2005 på grund av instabiliteten och frånvaron av ett nödvändigt juridiskt ramverk i landet men överföringen av Iraks suveränitet skulle trots det ske i juni 2004. Brahimi lyckades förhandla fram ett för de flesta parter någorlunda acceptabelt övergångsstyre till dess att val kunde hållas, det som skulle bli Irakiska interimsregeringen. Under påtryckningar från USA utsågs som premiärminister en medlem ur det gamla Styrande rådet, den moderate shiamuslimen och före detta CIA-informatören Iyad Allawi, vars folkliga legitimitet genom hela mandatperioden förblev mycket låg.
Den 27 juni 2004 utfärdade Paul Bremer det sista dekretet som ockupationsadministratör i Irak där han gav i princip alla som jobbade för USA eller koalitionsstyrkorna, mest kontroversiellt de privata säkerhetsföretag som verkade runtom i landet, full immunitet från irakisk lagstiftning. Den 28 juni 2004, två dagar innan planerat, överlämnade Paul Bremer officiellt makten till Iyad Allawi som tillträdde som Iraks premiärminister. Eftersom Bremer och hela hans stab lämnade Irak tidigare än planerat kunde inte revisionsbyrån KPMG, som i samråd med International Advisory and Monitoring Board hade anlitats för att kontrollera Provisoriska koalitionsmyndighetens finansiella förehavanden, få tillgång till viktiga dokument vilket försvårade dess granskningsarbete.

## Struktur
Provisoriska koalitionsmyndigheten stod under USA:s försvarsdepartement och dess chef Paul Bremer var direkt ansvarig inför USA:s försvarsminister Donald Rumsfeld. Den civila förvaltningen indelades administrativt i fyra regioner:
- CPA North med högkvarter i Erbil.
- CPA Central med högkvarter i Bagdad.
- CPA South Central med högkvarter i Hillah.
- CPA South med högkvarter i Basra.

### Viktiga institutioner
Två av de viktigaste institutionerna direkt underordnade Provisoriska koalitionsmyndigheten var Iraks styrande råd, den första irakiska övergångsregeringen, och Program Review Board, en styrelse som hade till uppgift att övervaka upphandlingen av de återuppbyggnads- och säkerhetskontrakt med privata företag som slöts. Program Review Board misslyckades i stort med att se till att de tjänster som upphandlades med privata företag, vilka ofta betalades genom utvecklingsfonden för Irak, dokumenterades och skedde på sådant transparent sätt som FN:s säkerhetsråd krävde. Kritik riktades mot att amerikanska storföretag gavs dyra kontrakt för tjänster som billigare kunde ha utförts av lokala irakiska företag.
International Advisory and Monitoring Board var ett oberoende FN-organ som fick rollen som övervakande revisor för Provisoriska koalitionsmyndighetens kontroll över utvecklingsfonden för Irak. Amerikanerna var skyldiga enligt Säkerhetsrådets resolution 1483 att samarbeta med revisionsorganet men samarbetet var genomgående dåligt och Paul Bremer anklagades för att förhala utvärderingarna av upphandlade kontrakt och utbetalningar från utvecklingsfonden för Irak. Även kontrollen av Iraks oljeresurser var så bristfällig att den offentligt kritiserades, inklusive att storföretaget Halliburton tilldelades kontrakt utan konkurrens och att oljeflödet i princip var okontrollerbart då Bremers ockupationsförvaltning negligerade reparationen av trasiga oljemätare.